# Лайн, Эдриан
Э́дриан Лайн (англ. Adrian Lyne; род. 4 марта 1941, Питерборо, Англия) — американский кинорежиссёр, сценарист  и  продюсер английского происхождения. Номинант премии Оскар («Роковое влечение»). Известен также как режиссёр фильмов «Девять с половиной недель», «Непристойное предложение» и «Неверная».

## Биография
Эдриан Лайн родился 4 марта 1941 года в Питерборо, Кембриджшир, Англия. Окончил Highgate School. В 1976 году начинает писать сценарий к короткометражке «Мистер Смит». В большом кино Лайн дебютировал драмой «Лисы» в 1980 году. Но настоящим прорывом в его карьере стал музыкальный хит «Танец-вспышка». Довольно простой сюжет перемежался ярко поставленными номерами с зажигательной музыкой Джорджо Мородера. Заглавная песня (Мородер, Айрин Кара и Кит Форси) получила «Оскар». С выходом в 1987 году фильма «Роковое влечение» Лайн становится одним из самых преуспевающих режиссёров мейнстрима.
В 1990 году на экраны вышла его «Лестница Иакова» о ветеране войны во Вьетнаме, страдающем от пугающих видений. В 1993 – драма «Непристойное предложение», главные роли в которой исполнили Роберт Редфорд, Деми Мур и Вуди Харельсон. Четыре года спустя режиссёр снял «Лолиту». Фильм стал самой известной экранизацией романа Владимира Набокова. Главные роли в нём исполнили Джереми Айронс, Доминик Суэйн и Мелани Гриффит.
В 2002 году в прокат вышла «Неверная» Лайна. За главную роль в фильме Дайан Лэйн была номинирована на премию «Оскар». Её партнёром по картине выступил Ричард Гир.
18 марта 2022 года на Hulu вышел эротический триллер «Глубокие воды», ставший первой режиссёрской работой Лайна за 20 лет. Фильм основан на одноимённом романе Патриции Хайсмит 1957 года и рассказывает о супружеской паре, чей брак превращается в порочную игру, из-за которой начинают умирать люди. В главных ролях снялись Бен Аффлек и Ана де Армас, бывшие возлюбленные в реальной жизни. Их знакомство произошло на съёмках фильма.

## Фильмография
| Год  | Название                                           | Режиссёр | Сценарист | Продюсер | Рейтинг Rotten Tomatoes (средняя оценка) | Рейтинг IMDb | Кассовые сборы |
| ---- | -------------------------------------------------- | -------- | --------- | -------- | ---------------------------------------- | ------------ | -------------- |
| 1973 | «Стол» / The Table (короткометражный фильм)        | Да       | Да        | Нет      | -                                        | -            | -              |
| 1976 | «Мистер Смит» / Mr. Smith (короткометражный фильм) | Да       | Да        | Нет      | -                                        | 6,4          | -              |
| 1980 | «Лисы» / Foxes                                     | Да       | Нет       | Нет      | 70 % (5,9/10)                            | 6,1          | $ 7 470 348    |
| 1983 | «Танец-вспышка» / Flashdance                       | Да       | Нет       | Нет      | 36 % (4,9/10)                            | 6,2          | $ 201 463 574  |
| 1986 | «Девять с половиной недель» / 9½ Weeks             | Да       | Нет       | Нет      | 61 % (5,7/10)                            | 6,0          | $ 6 735 922    |
| 1987 | «Роковое влечение» / Fatal Attraction              | Да       | Нет       | Нет      | 76 % (6,8/10)                            | 6,9          | $ 320 145 693  |
| 1990 | «Лестница Иакова» / Jacob’s Ladder                 | Да       | Нет       | Нет      | 73 % (6,6/10)                            | 7,5          | $ 26 118 851   |
| 1993 | «Непристойное предложение» / Indecent Proposal     | Да       | Нет       | Нет      | 35 % (4,8/10)                            | 6,0          | $ 266 614 059  |
| 1997 | «Лолита» / Lolita                                  | Да       | Нет       | Нет      | 68 % (7,0/10)                            | 6,9          | $ 1 071 255    |
| 2002 | «Неверная» / Unfaithful                            | Да       | Нет       | Да       | 50 % (5,8/10)                            | 6,7          | $ 119 137 784  |
| 2018 | «Тёмные дороги» / Back Roads                       | Нет      | Да        | Нет      | 53 % (5,6/10)                            | 6,5          | $ 21 290       |
| 2022 | «Глубокие воды» / Deep Water                       | Да       | Нет       | Нет      | -                                        | -            | -              |

Музыкальные видео:
- 1983 – Michael Sembello: Maniac (режиссёр, сценарист)
- 1983 – Irene Cara: Flashdance... What a Feeling (режиссёр)

## Призы
- 1991 — Международный фестиваль фантастических фильмов в Авориазе — приз критики за фильм «Лестница Иакова»
- 1991 — Международный фестиваль фантастических фильмов в Авориазе — Гран-при по разделу «странные фильмы» «Лестница Иакова»
- 1991 — Международный фестиваль фантастических фильмов в Авориазе — приз зрительских симпатий фильму «Лестница Иакова»